# Frank Walker
Frank Walker, były deputowany i senator z wyspy Jersey, szef ministrów Jersey od 5 grudnia 2005 do 12 grudnia 2008.

## Życiorys
Frank Walker w 1973 został dyrektorem Jersey Evening Post, jedynej gazety na wyspie. W następnych latach przejął kontrolę nad Guiton Group, wydawcą prasy na wyspach Jersey i Guernsey. W lutym 2005 zrezygnował ze stanowiska jej szefa. 
13 grudnia 1990 Walker został po raz pierwszy wybrany deputowanym do parlamentu Jersey (States of Jersey), a następnie w 1993 uzyskał reelekcję. W 1996 został wybrany senatorem i powtórnie 12 grudnia 2002.
5 grudnia 2005 Frank Walker w tajnym głosowaniu został wybrany pierwszym szefem ministrów (szefem rządu) Jersey. Otrzymał 38 głosów od członków parlamentu, pokonując senatora Stuarta Syvreta, który zdobył 14 głosów.